# Museo Arqueológico de Miconos
El Museo Arqueológico de Miconos es un museo de Grecia ubicado en la capital de la isla de Miconos, perteneciente al archipiélago de las Cícladas. 

## Historia del museo
Este museo arqueológico fue construido en 1902, diseñado por Alexandros Lykaki. Inicialmente su propósito fue albergar los hallazgos realizados en 1898 en la llamada «fosa de purificación» de la isla de Renea, relacionada con la purificación de la isla de Delos decretada por los atenienses en 426 a. C. que obligaba a que todas las tumbas de Delos fueran trasladadas a Renea. 
El edificio adquirió su forma actual en 1934 y en 1972 se agregó una sala oriental.

## Colecciones
El museo contiene una colección de objetos procedentes de las islas de Renea y de Miconos. Incluye estatuas, estelas funerarias, piezas de cerámica, figurillas y joyas. La cerámica abarca periodos comprendidos entre el tercer milenio a. C. y el siglo I a. C. pero los otros tipos de objetos pertenecen principalmente al periodo helenístico. Entre los objetos más destacados se halla un gran pithoi del siglo VII a. C. conocido como el Vaso de Miconos, que está decorado con escenas de la guerra de Troya.
|                                                      |
| Figurilla femenina neolítica (hacia 5000-4400 a. C.) |

|                                          |
| Sartén cicládica (hacia 2800-2300 a. C.) |

|                                           |
| El «Vaso de Miconos», del siglo VII a. C. |

|                                                                                                |
| Plato de cerámica de la época arcaica que representa a Artemisa en su título de potnia theron. |

|                   |
| Sistro de bronce. |